# Gallina empordanesa

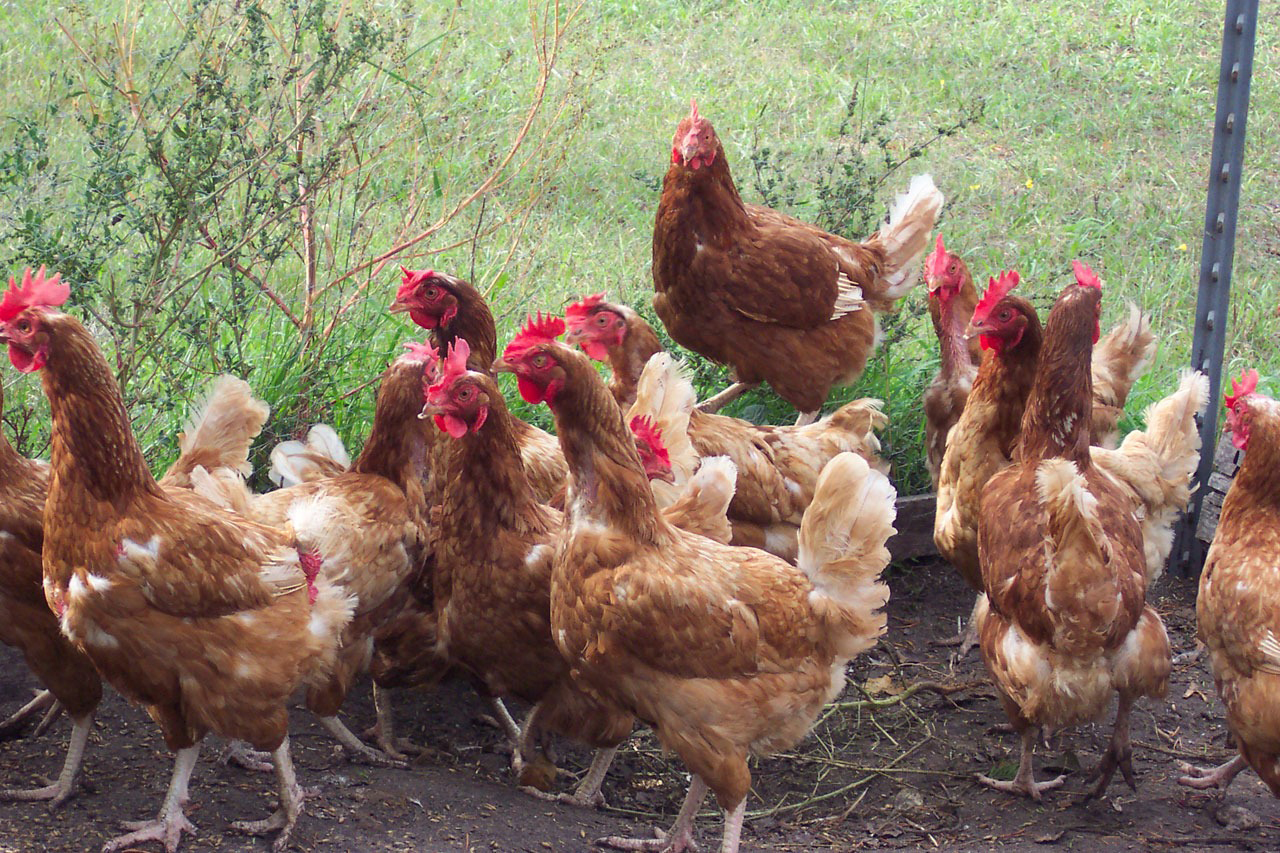
Pollastre Empordà

La gallina empordanesa és una raça de gallina pròpia de l'àrea de l'Empordà.

## Història
Es creu que és una raça criada des d'antic a la zona, però no va ser fins al 1928 que es van fer els primers intents de descriure-la, i no és fins a temps moderns que el seu aspecte ha quedat fixat.
Durant els temps de la Mancomunitat de Catalunya hi hagué concursos on es presentaven dos tipus de gallines empordaneses, la blanca i la rossa. La varietat blanca va ser criada i seleccionada pel professor Rossell i Vilà a l'Escola Superior d'Agricultura de Barcelona. Però amb l'arribada de la Dictadura de Primo de Rivera tot es va perdre i van desaparèixer les agrupacions que tenien cura d'aquest tipus d'aviram. El 1933 sota la direcció del mateix Rosell i Vilà des dels serveis tècnics de ramaderia de la Generalitat van recollir exemplars i van obtenir un nucli de color blanc. A la seva mort es va criar a la Granja Avícola de Caldes de Montbui fins al 1938 que va desaparèixer a causa de la falta d'aliments durant la postguerra.
Seguiren intents seriosos de tria i preservació de la raça, però amb l'arribada de la Guerra Civil espanyola i la mancança d'aliments que comportà la cria es feu impossible i acabaren desapareixent. La raça sobrevisqué gràcies al fet que encara quedaven masies que la criaven.
Actualment els ous que ponen són molt rogencs, més si es compara amb els colors blancs que tenien abans. Es creu que és degut al fet que durant el Franquisme van rebre influències genètiques d'exemplars de la gallina penedesenca.
Durant la dècada de 1980 es va dur a terme una tasca de recuperació d'aquest aviram, moment en què es va escriure el perfil actual i quedà dividit en els tipus actuals. El 1982 la Diputació de Tarragona va reprendre la recuperació de la mà del veterinàri Antoni Jordà. Es recolliren ous fèrtils i aus a masies de l'Empordà per traslladar-los al Centre Mas de Bover de l'IRTA, on actualment es continua conservant i estudiant.
Les millores genètiques han aconseguit que sigui actualment una raça productiva.
S'ha creat l'Associació de Criadors de les Gallines de la Raça Empordanesa (ACGRE), que vetlla per aquesta raça de gallines.
Actualment està classificada com a raç autòctona en perill d'extinció al Catálogo Oficial de Razas de Ganado de España recollit a l'annex I del Reial decret 2129/2008 del Ministeri d'Agricultura, Alimentació i Medi Ambient.

## Distribució geogràfica
Es pot trobar a totes les comarques de Catalunya però principal a les del nord de Barcelona. En determinades comunitats autònomes de l'Estat Espanyol comencen a criar-ne, està inscrita al catàleg oficial de races. A França se l'ha incorporat al llibre de patrons avícoles. Igual que a Alemanya, on ha sorgit un club de criadors de races de gallines catalanes Sonderverein der Zürchter Katalanisher Hühnerrassen que des del 1998 ha incorporat la raça empordanesa. Actualment hi ha més de 1.000 exemplars, la meitat d'ells a Catalunya. Tant a França com a Alemanya hi ha empreses que exploten el seu perfil.

## Característiques
- Pon uns 160 ous (220 les millorades) rogencs a l'any d'uns 60 grams cada un.
- N'hi ha cinc varietats: blanca, blanquirossa, roja, rossa i aperdiuada.[3]
- És de tipus semipesant (pesant la millorada).
- Orelletes normalment grogues.
- Tarsos grocs.
- Cresta senzilla amb clavell.